# Parc reine Astrid (Charleroi)
Pour les articles homonymes, voir Parc Astrid.
Le parc reine Astrid est un parc public situé à Charleroi.

## Histoire
La démolition des fortifications fin des années 1860 libère à Charleroi un vaste espace et, en 1867, le pouvoir communal accepte et prime un projet d'aménagement de la ville qui prévoit l'implantation de deux parcs. L'un en bordure de la place du Manège, à l'emplacement actuellement occupé par le Palais des Expositions, l'autre à l'emplacement du parc Astrid. En ce qui concerne les parcs, le projet initial sera revu à la baisse. Le futur parc Astrid est atrophié et l'autre disparaît lors de la présentation d'un nouveau projet en 1880.
L'architecte de la ville, Auguste Cador, s'est associé à l'architecte-paysagiste J. Duquenne pour la réalisation du parc dont l'aménagement s'inspire de l'œuvre de Louis Fuchs, célèbre architecte-paysagiste du 19e siècle. Prévu d'une superficie de 3 ha, il se situait dans le prolongement de la plaine des manœuvres, mais l'État ramena la superficie à 2 ha 10 ca pour aménager de nouvelles voiries et créer des îlots d'habitations entre la parc et la plaine.
Le parc fut inauguré en 1882. À cette occasion, l'éclairage électrique de voirie, installé par Julien Dulait, fut mis en œuvre à Charleroi pour la première fois. Le kiosque installé la même année sera reconstruit dans le même style rustique après avoir été incendié en 1914.
Initialement nommé Parc communal, il prit son nom actuel en octobre 1935 en mémoire de la reine des Belges morte dans un accident de voiture quelques mois auparavant.

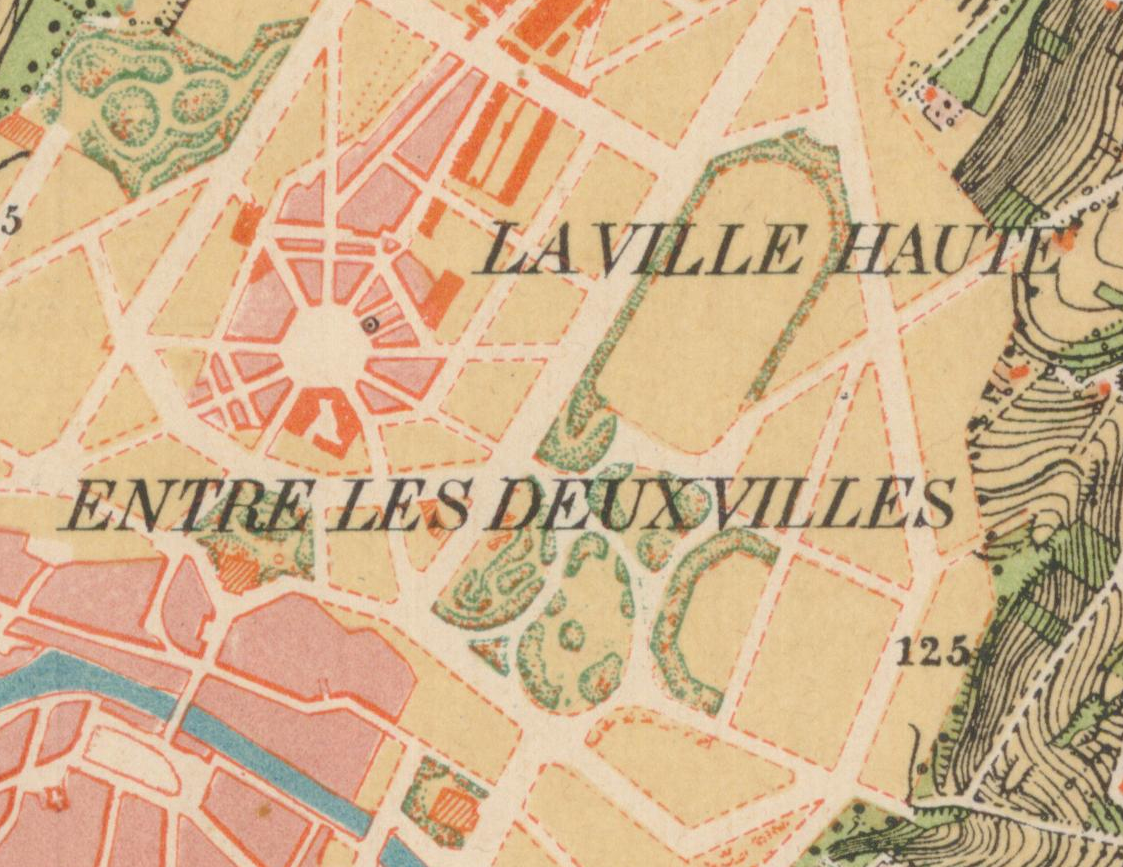
Plan de 1873 avec le projet de 1867, détail avec les espaces verts.
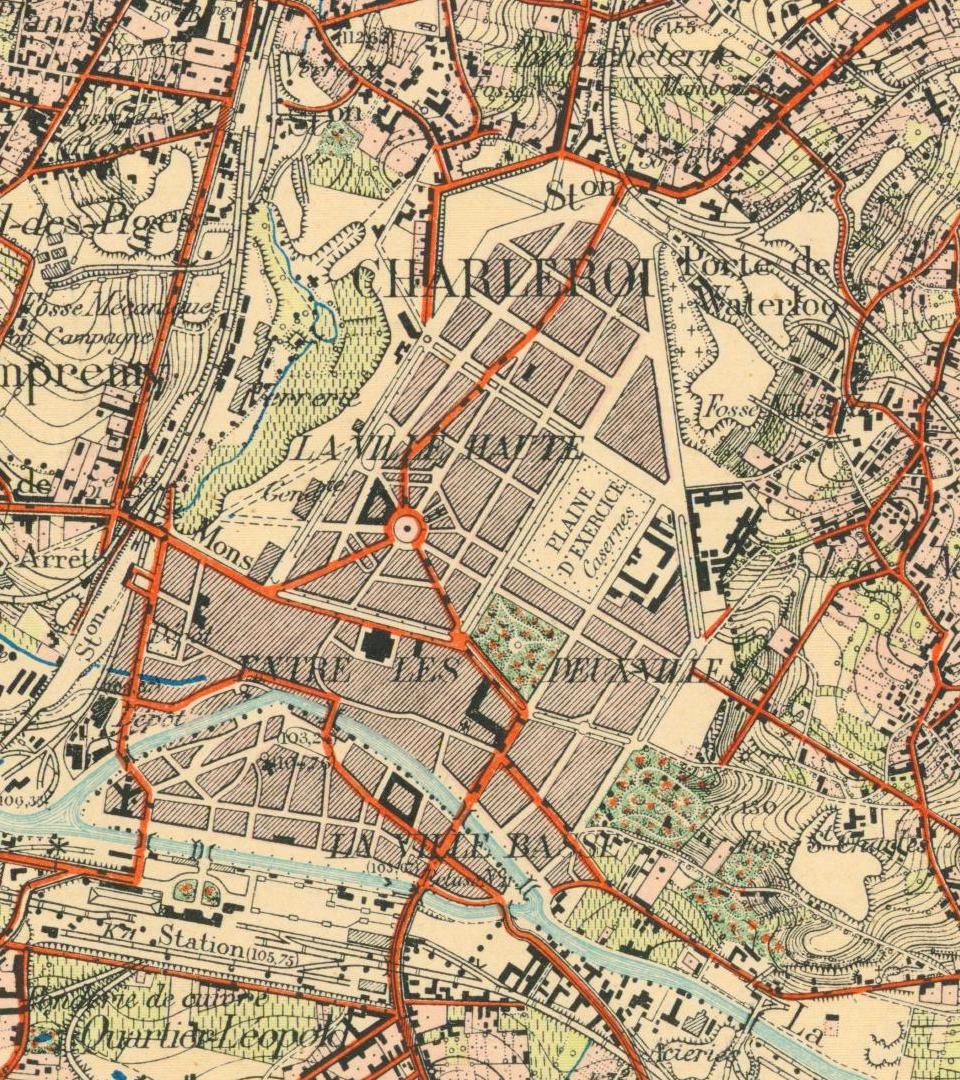
Plan de 1895.

## Arbres

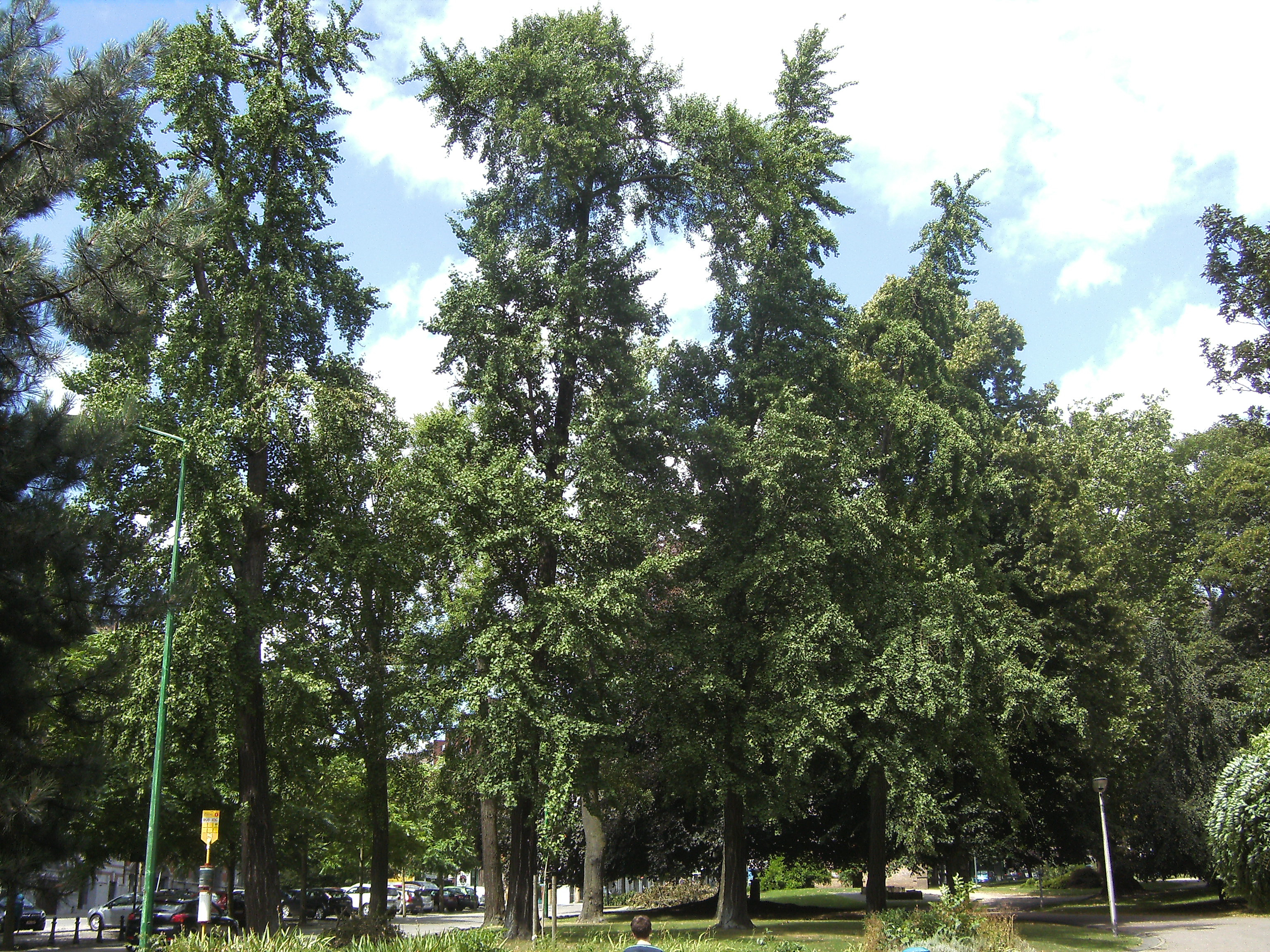
Bosquet de dix Ginkgo biloba.

Le parc comporte, entre-autres, un ensemble de dix ginkgo biloba et un hêtre pourpre planté le 4 octobre 1930 pour célébrer le centenaire de la Belgique.

## Monuments
Plusieurs sculptures et monuments sont installés dans et aux alentours du parc.

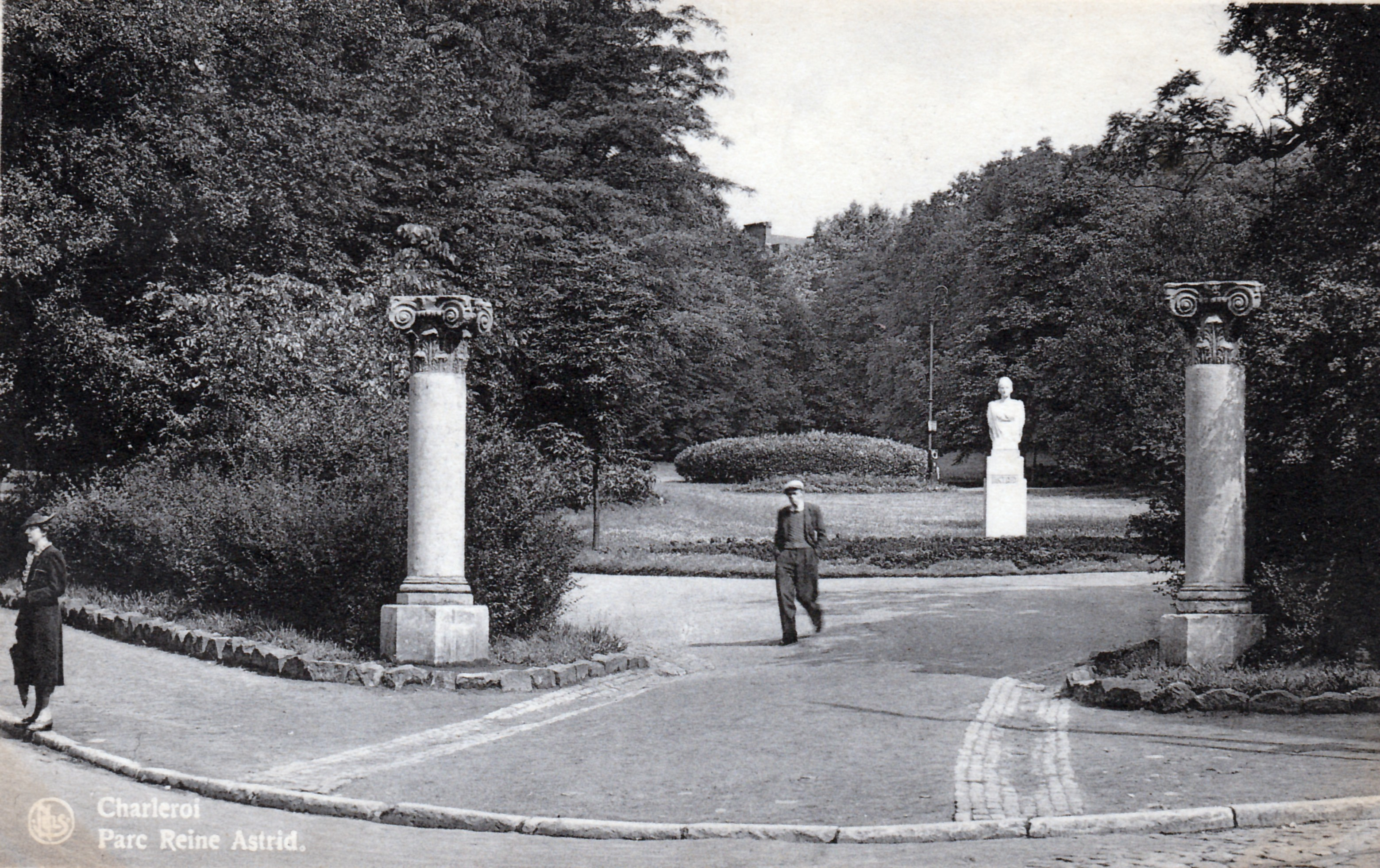
Colonnes corinthiennes à l'entrée du parc vers 1948.

Du côté du boulevard Defontaine se trouve le monument en mémoire des soldats des 1er et 4e régiments de Chasseurs à Pied morts lors de la Première Guerre mondiale, œuvre d'Edouard Vereycken (en). De ce côté se trouve également un petit mémorial Au pigeon soldat, œuvre d'Alphonse Darville inauguré en 1951.
De Darville également, un buste de Pierre Paulus, de 1930. Un buste du peintre François-Joseph Navez y fut placé pendant la Seconde Guerre mondiale. Victor Bourgeois, architecte, y a également un petit buste sculpté par Frans Lambrechts. Face au rond-point des Sciences et son monument, œuvre de Sandrine Devos, se trouve le buste de la reine Astrid par Victor Demanet.
Deux colonnes corinthiennes qui ornaient l'entrée de l'ancien cimetière de la ville furent placées à l'entrée principale du parc vers 1925. Elles ont disparu à une date inconnue, probablement lors de la construction du métro.
En 1994, côté rue Willy Ernst, fut érigée une statue équestre de Lucky Luke.
Près du kiosque, une plaque inaugurée en 2017 commémore les victimes du génocide perpétré contre les Tutsi et la mémoire des dix casques bleus belges assassinés lors de leur mission de maintien de la paix en 1994 au Rwanda.

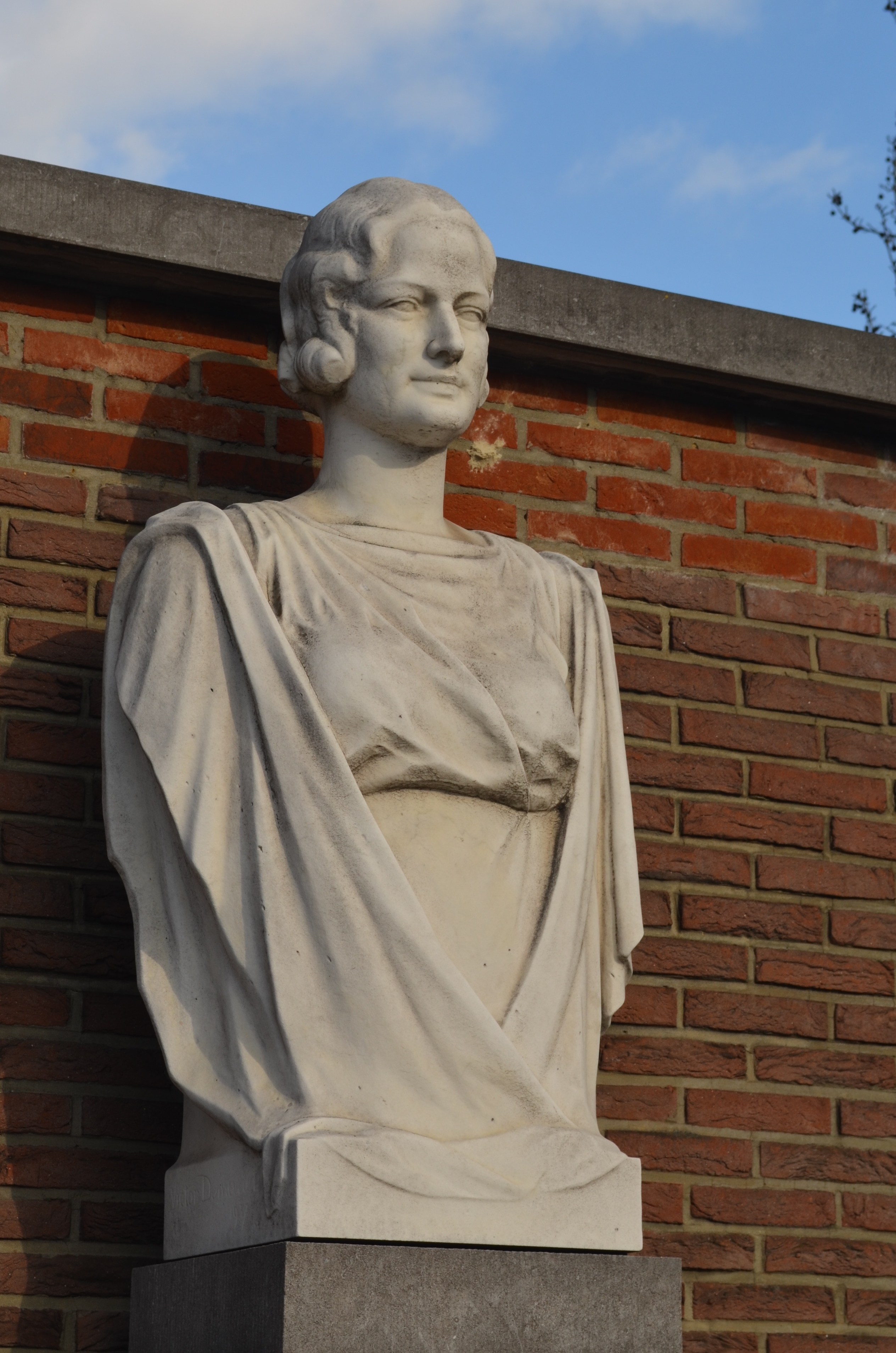
Buste de la reine Astrid, placé à l'un des accès au Parc.
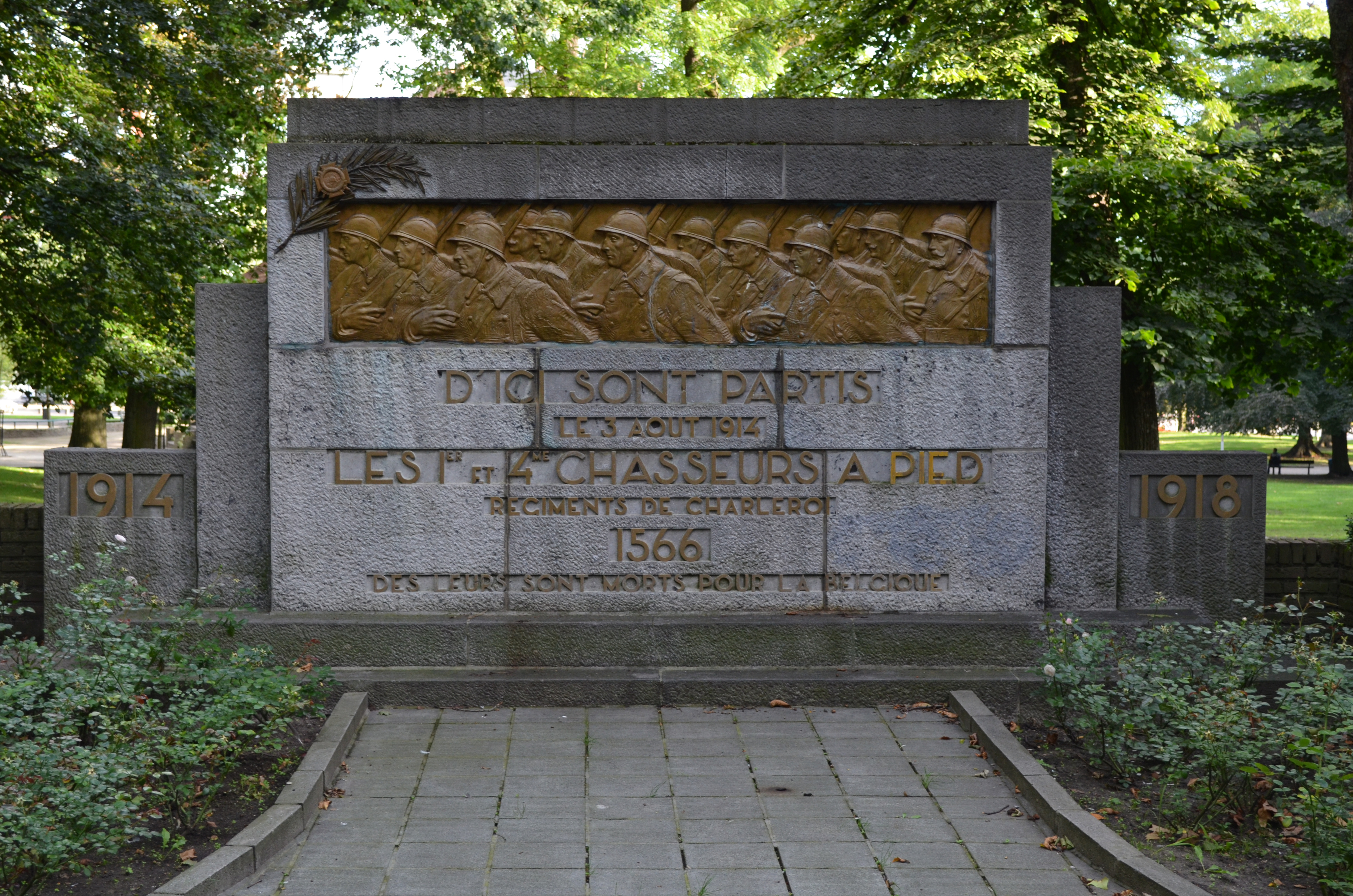
Monument pour les soldats des 1er et 4e régiments de Chasseurs à Pied morts lors de la Première Guerre mondiale.
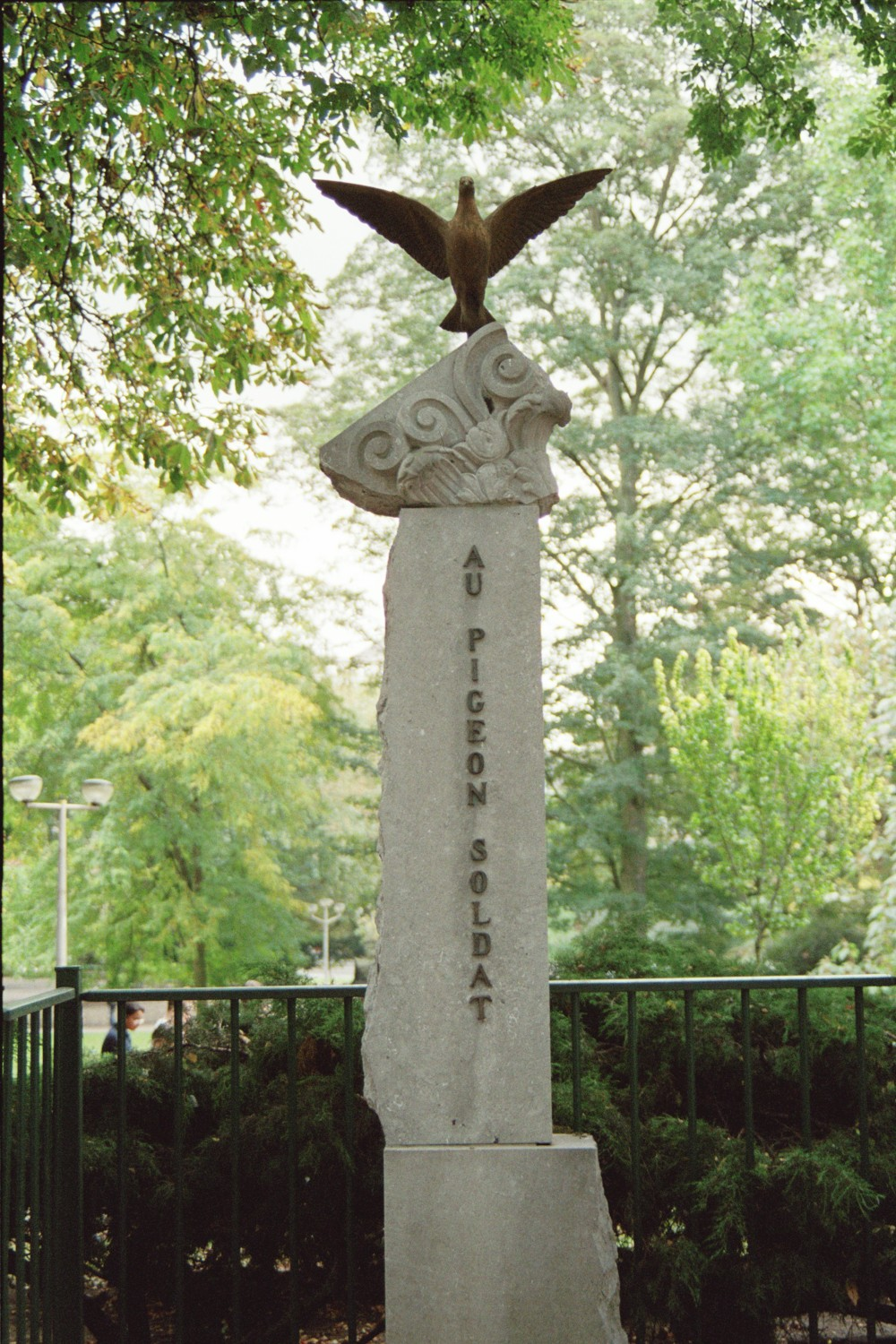
Monument Au pigeon soldat.
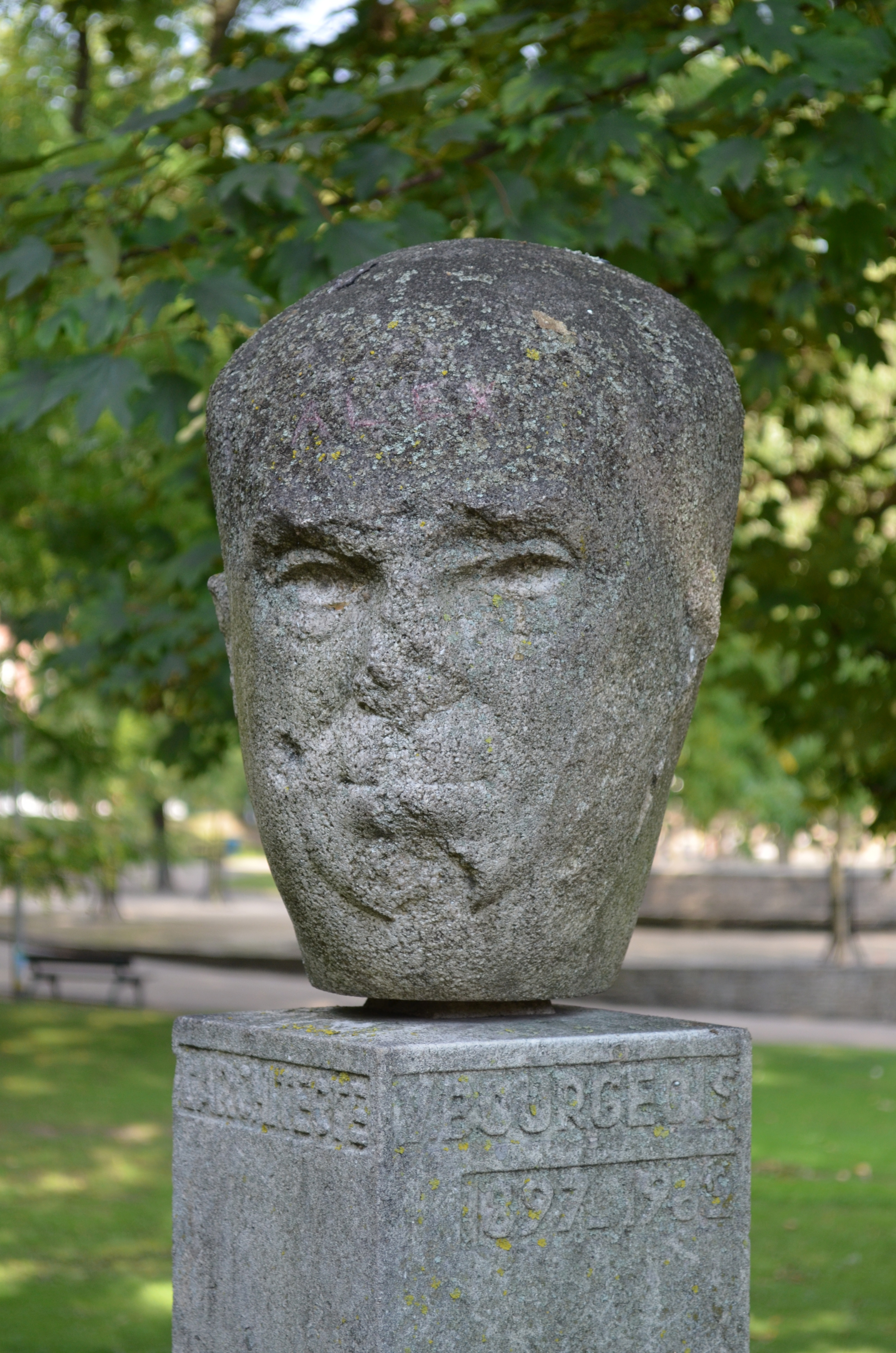
Victor Bourgeois (état en août 2014).
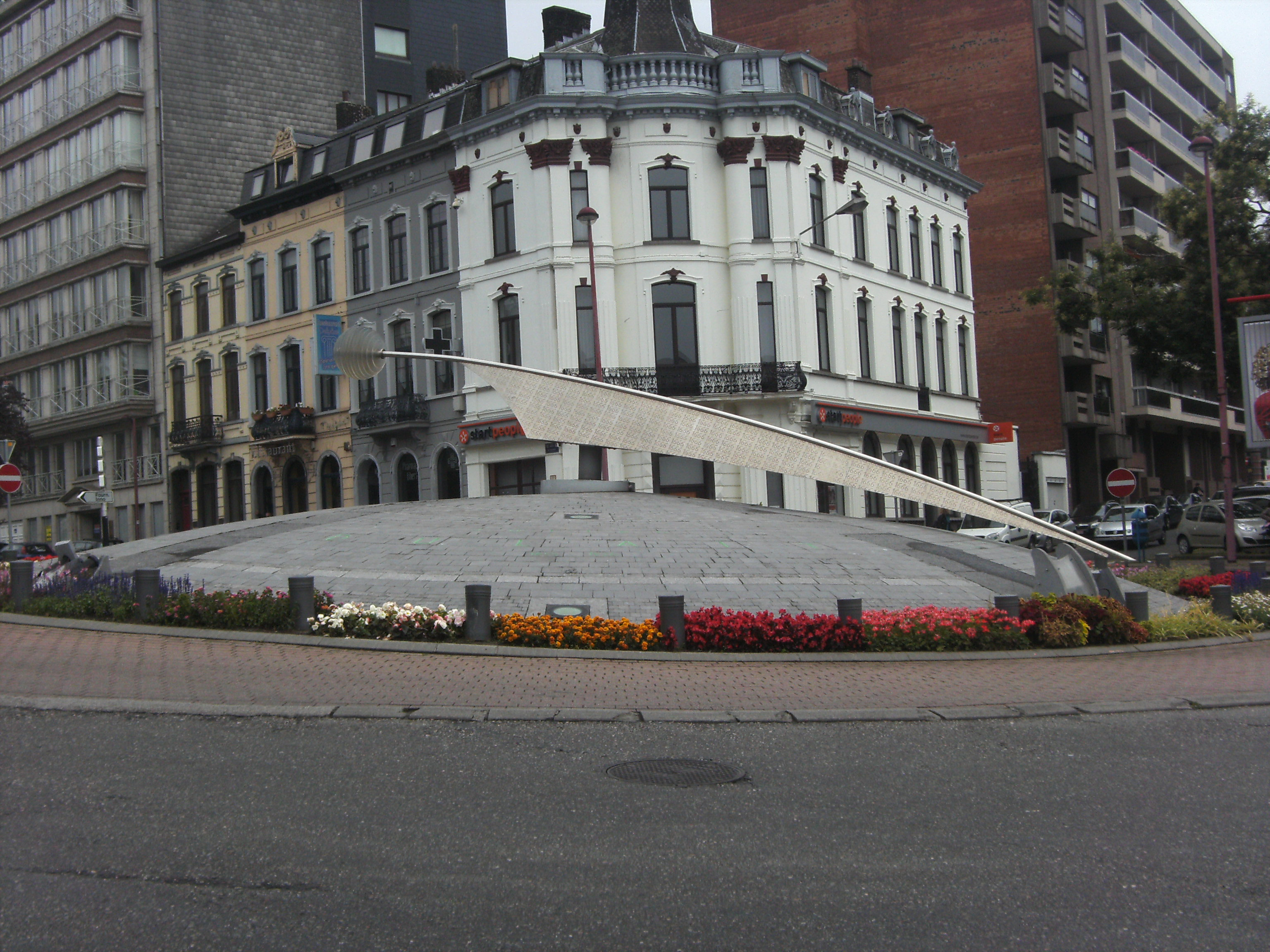
Face à la statue de la reine Astrid, l'œuvre de Sandrine Devos[11].
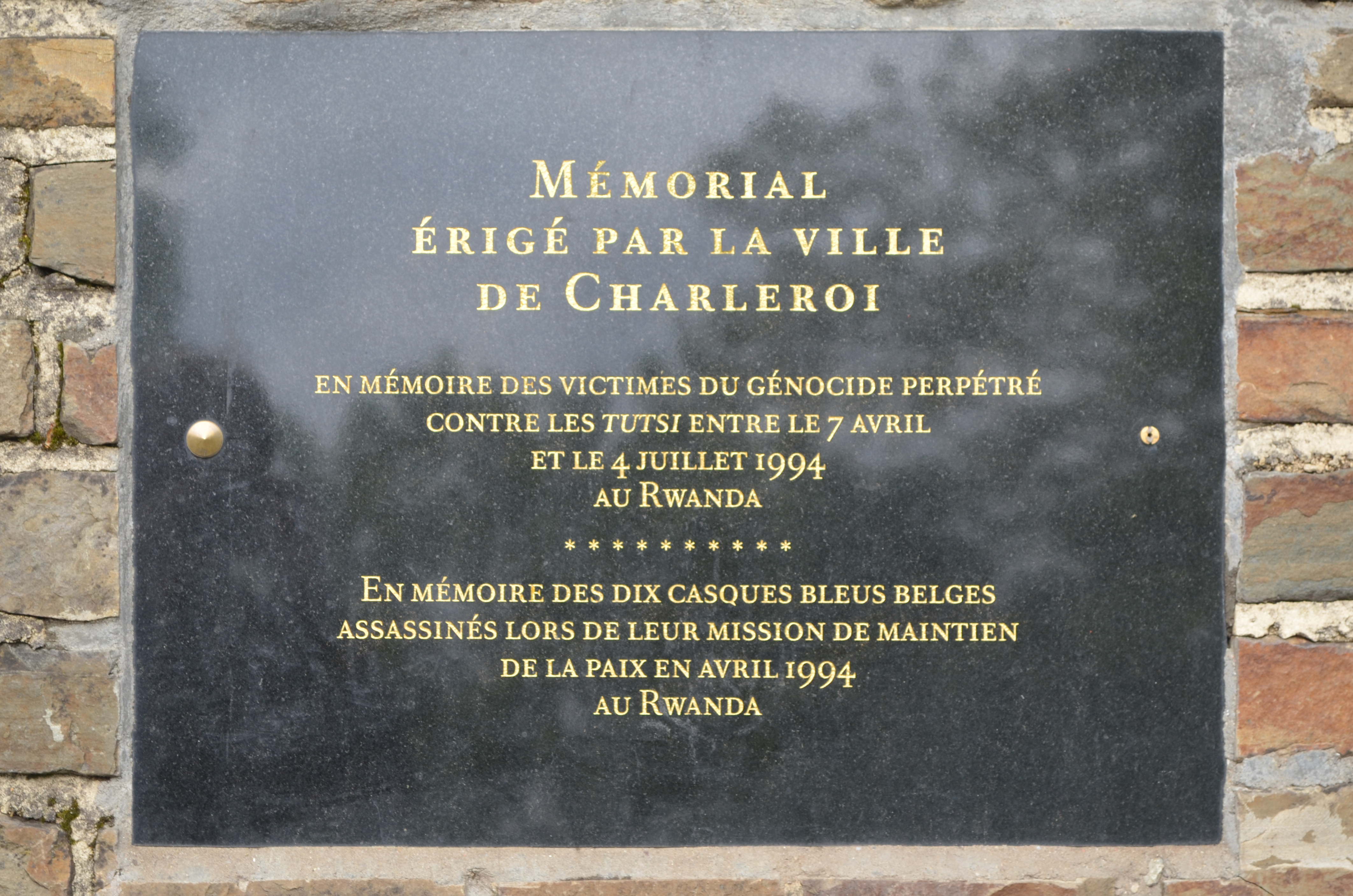
Mémorial aux victimes du génocide des Tutsi et des casques bleus belges assassinés au Rwanda.

## Accessibilité
Descendre à la station de métro : Parc.